# 硅酸盐矿物

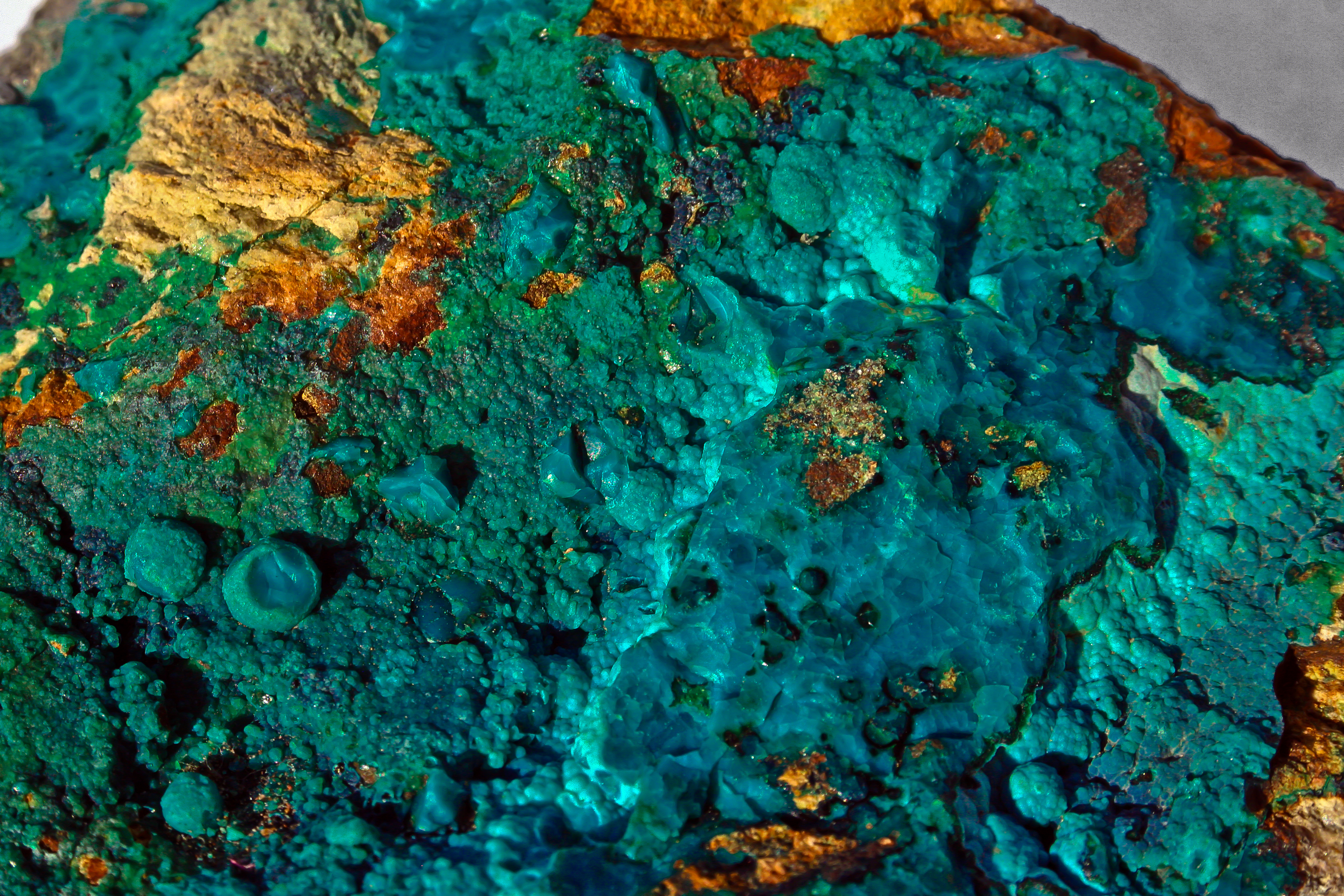
含有矽和銅的矽孔雀石

矽酸鹽礦物是指含矽的礦物，是造岩礦物中最重要的一種，地殼中主要是由矽酸鹽礦物組成，矽酸鹽礦物會依其分子結構再進行分類，不同的類別中，其含矽和氧的比例也有不同。

## 岛硅酸盐矿物

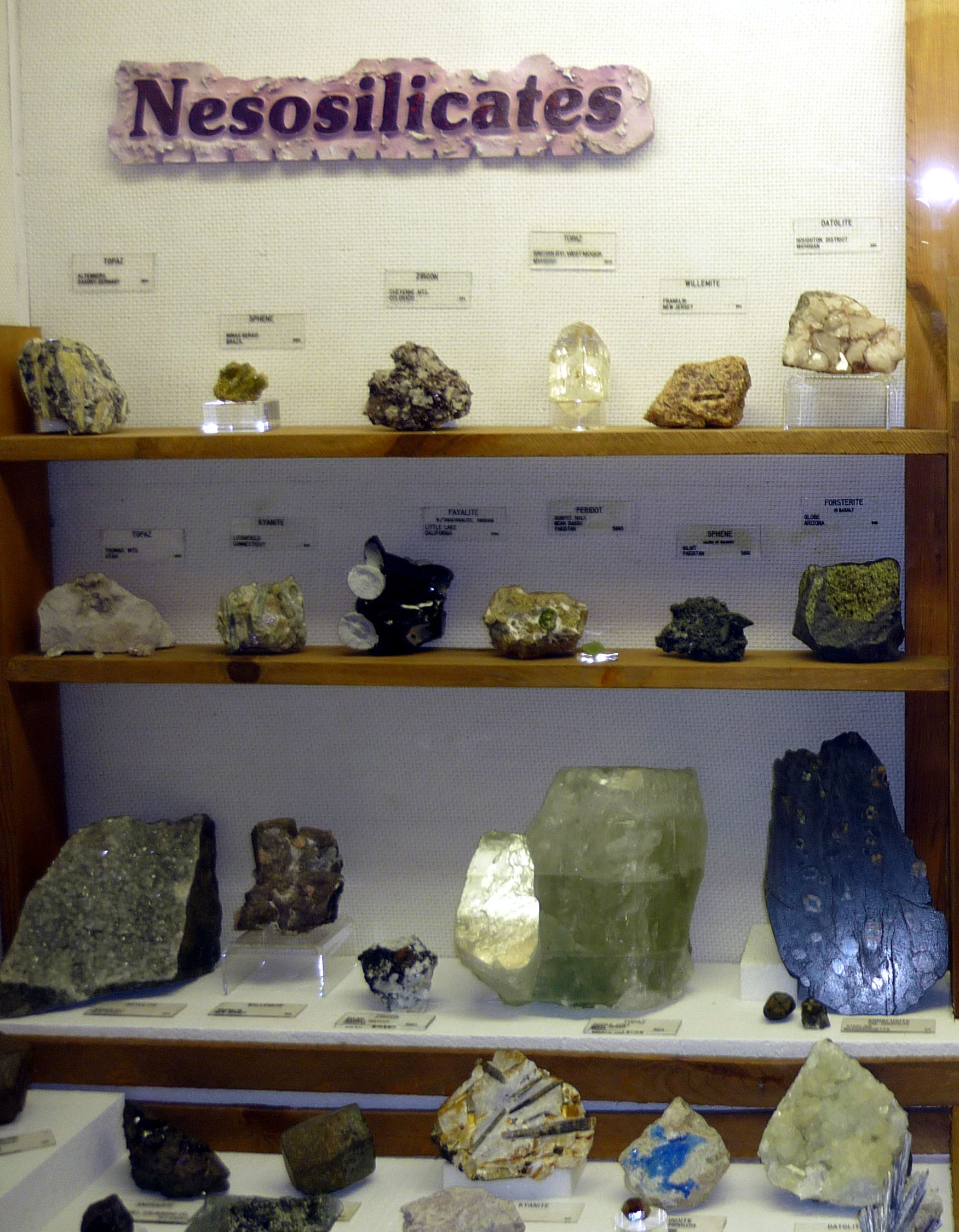
在南達科他州地質博物館中的岛矽酸鹽礦物樣本

岛矽酸鹽（英語：Nesosilicates），又稱島狀矽酸鹽，源自古希臘語的（意思為「島嶼」），也稱為正矽酸鹽（英語：orthosilicates），其中有正矽酸根離子，組成孤立（島狀）的(SiO
4)4−四面体形分子构型，彼此之間只由陽離子連接，施特龍茨分類：09.A。
- 硅铍石族
  - 硅铍石 – Be2SiO4
  - 矽鋅礦 – Zn2SiO4
- 橄榄石族
  - 鎂橄欖石 – Mg2SiO4
  - 铁橄榄石 – Fe2SiO4
  - 锰橄榄石 – Mn2SiO4
- 石榴石族
  - 鎂鋁榴石（英语：Pyrope） – Mg3Al2(SiO4)3
  - 鐵鋁榴石 – Fe3Al2(SiO4)3
  - 錳鋁榴石 – Mn3Al2(SiO4)3
  - 鈣鋁榴石 – Ca3Al2(SiO4)3
  - 钙铁榴石 – Ca3Fe2(SiO4)3
  - 鈣鉻榴石 – Ca3Cr2(SiO4)3
  - 水绿榴石（英语：Hydrogrossular） – Ca3Al2Si2O8(SiO4)3−m(OH)4m
- 鋯石族
  - 鋯石 – ZrSiO4
  - 釷石（英语：Thorite） – (Th,U)SiO4

- Al2SiO5族
  - 红柱石 – Al2SiO5
  - 藍晶石 – Al2SiO5
  - 矽線石 – Al2SiO5

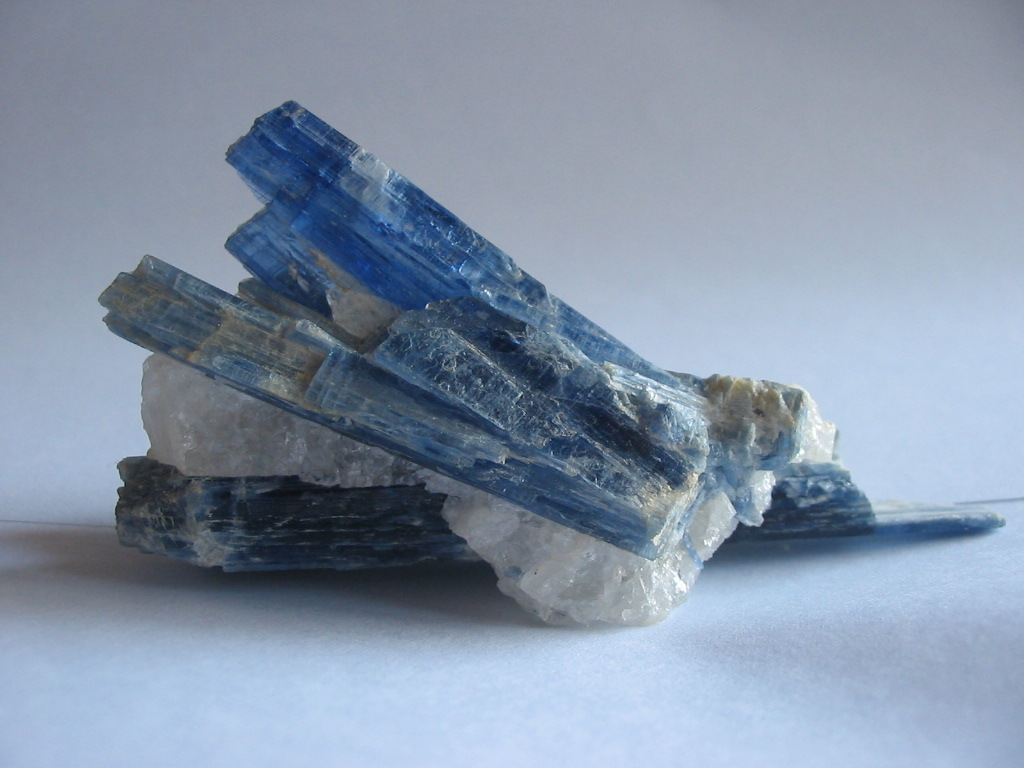
藍晶石晶體

  - 蓝线石 – Al6.5–7BO3(SiO4)3(O,OH)3
  - 黄玉 – Al2SiO4(F,OH)2
  - 十字石 – Fe2Al9(SiO4)4(O,OH)2
- 矽鎂石族 – (Mg,Fe)7(SiO4)3(F,OH)2
  - 块硅镁石 – Mg3(SiO4)(F,OH)2
  - 粒矽鎂石 – Mg5(SiO4)2(F,OH)2
  - 矽鎂石 – Mg7(SiO4)3(F,OH)2
  - 斜矽鎂石 – Mg9(SiO4)4(F,OH)2
- 硅硼钙石 – CaBSiO4(OH)
- 榍石 – CaTiSiO5
- 硬綠泥石（英语：Chloritoid） – (Fe,Mg,Mn)2Al4Si2O10(OH)4
- 莫來石（英语：Mullite）（也稱為Porcelainite） – Al6Si2O13

## 雙矽酸鹽礦物

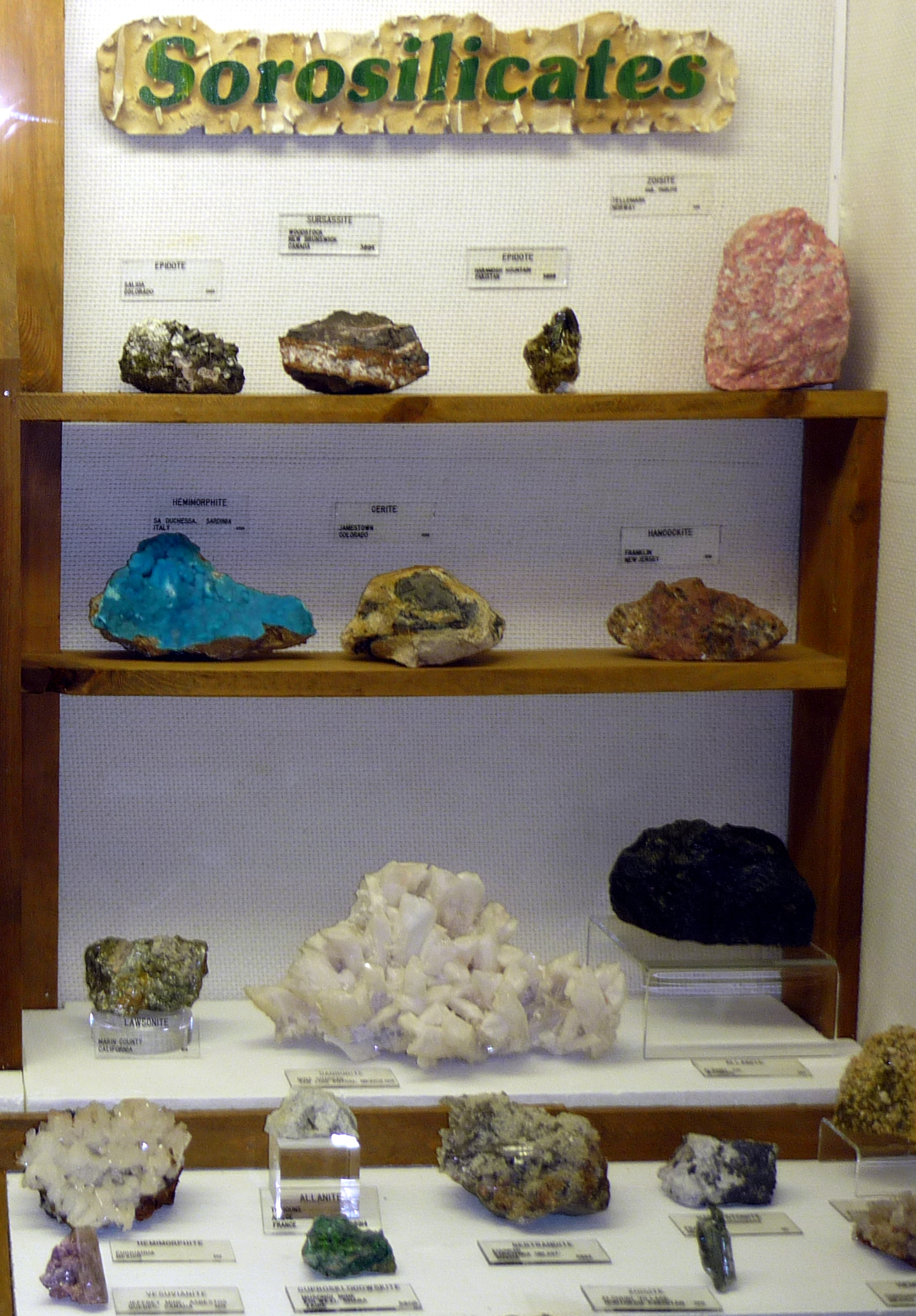
南達科他地質博物館展示的雙矽酸鹽礦物

雙矽酸鹽（英語：Sorosilicates），又稱雙島狀矽酸鹽，源自古希臘語的（意思為「堆」、「土堆」），是由隔離的雙矽酸根（化學式(Si
2O
7)6−，矽和氧的比例是2:7）組成，施特龍茨分類：09.B。
- 异极矿（炉甘石）– Zn4(Si2O7)(OH)2·H2O
- 斧石（英语：Axinite）族 – (Ca,Fe,Mn)3Al2(BO3)(Si4O12)(OH)
- 硬柱石族
  - 硬柱石 – CaAl2(Si2O7)(OH)2·H2O
  - 黑柱石（英语：Ilvaite） – CaFe2+2Fe2+O(Si2O7)(OH)
- 綠簾石族（有(SiO4)4−和(Si2O7)6−兩種酸根）
  - 綠簾石 – Ca2(Al,Fe)3O(SiO4)(Si2O7)(OH)
  - 黝簾石 – Ca2Al3O(SiO4)(Si2O7)(OH)
    - 坦桑石 – Ca2Al3O(SiO4)(Si2O7)(OH)

  - 斜黝帘石（英语：Clinozoisite） – Ca2Al3O(SiO4)(Si2O7)(OH)
  - 褐帘石 – Ca(Ce,La,Y,Ca)Al2(Fe2+,Fe3+)O(SiO4)(Si2O7)(OH)
  - 鈰簾石（英语：Dollaseite-(Ce)） – CaCeMg2AlSi3O11F(OH)
- 符山石族
  - 维苏威石（符山石） – Ca10(Mg,Fe)2Al4(SiO4)5(Si2O7)2(OH)4
  - 硼符山石（英语：Wiluite） – Ca10Mg2(B,Al)4(SiO4)5(Si2O7)2(OH)4

## 環矽酸鹽礦物

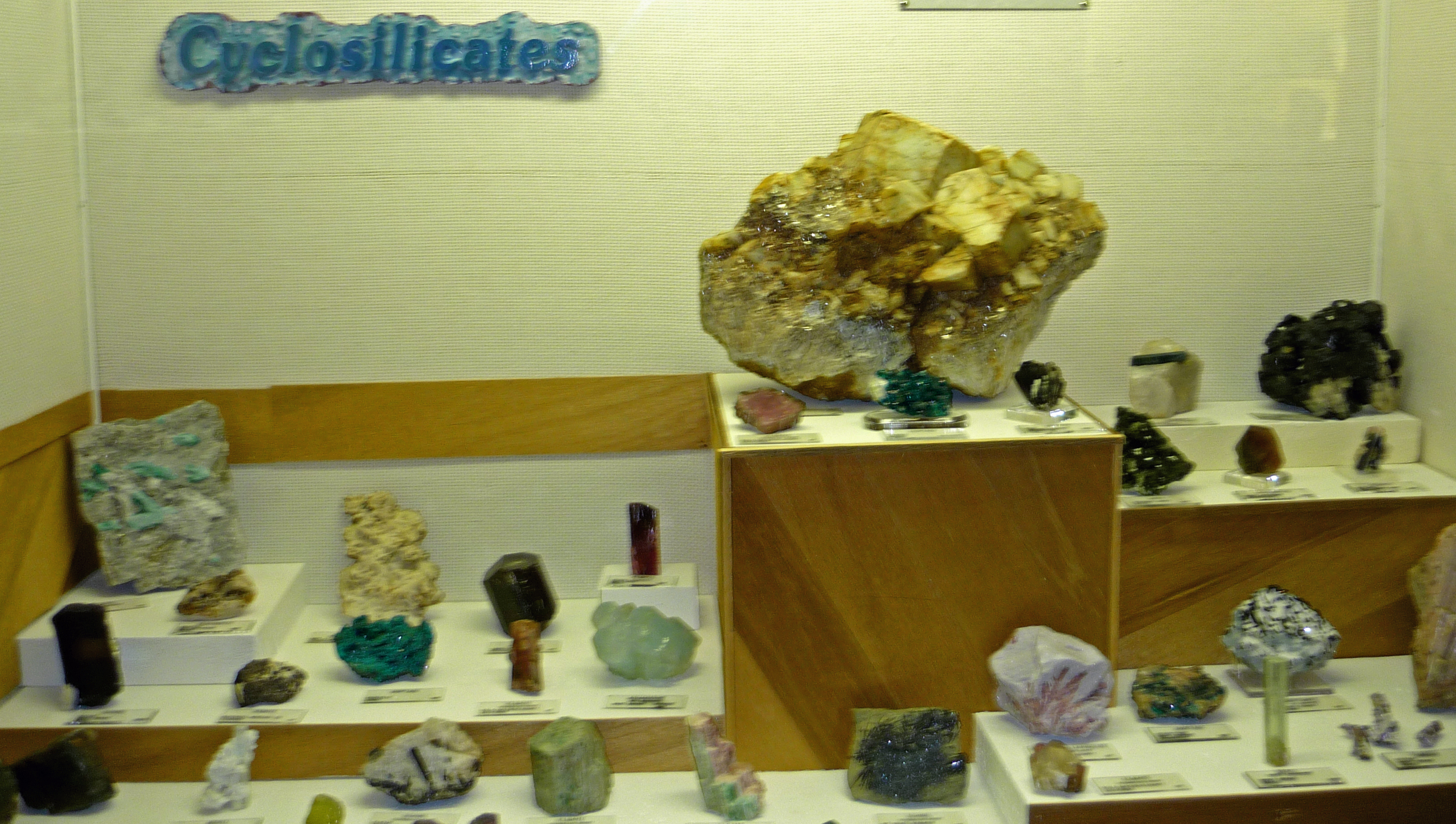
南達科他地質博物館展示的環矽酸鹽礦物

環矽酸鹽（英語：Cyclosilicates）又稱環狀矽酸鹽，源自古希臘語的「 」（意思為「圓圈」），其矽酸根為(TxO3x)2x−，矽氧比例是1:3。也有三矽酸根(T
3O
9)6−及六矽酸根(T
6O
18)12−環，其中T為陽離子。施特龍茨分類：09.C。
- 三矽酸根環
  - 蓝锥矿 – BaTi(Si3O9)
- 六矽酸根環
  - 綠柱石/祖母綠 – Be3Al2(Si6O18)
  - 杉石 – KNa2(Fe,Mn,Al)2Li3Si12O30
  - 堇青石 – (Mg,Fe)2Al3(Si5AlO18)
  - 電氣石 – (Na,Ca)(Al,Li,Mg)3−(Al,Fe,Mn)6(Si6O18(BO3)3(OH)4

斧石中有二個硼和四個矽，但其結構和其他有六個矽的環矽酸鹽明顯不同。

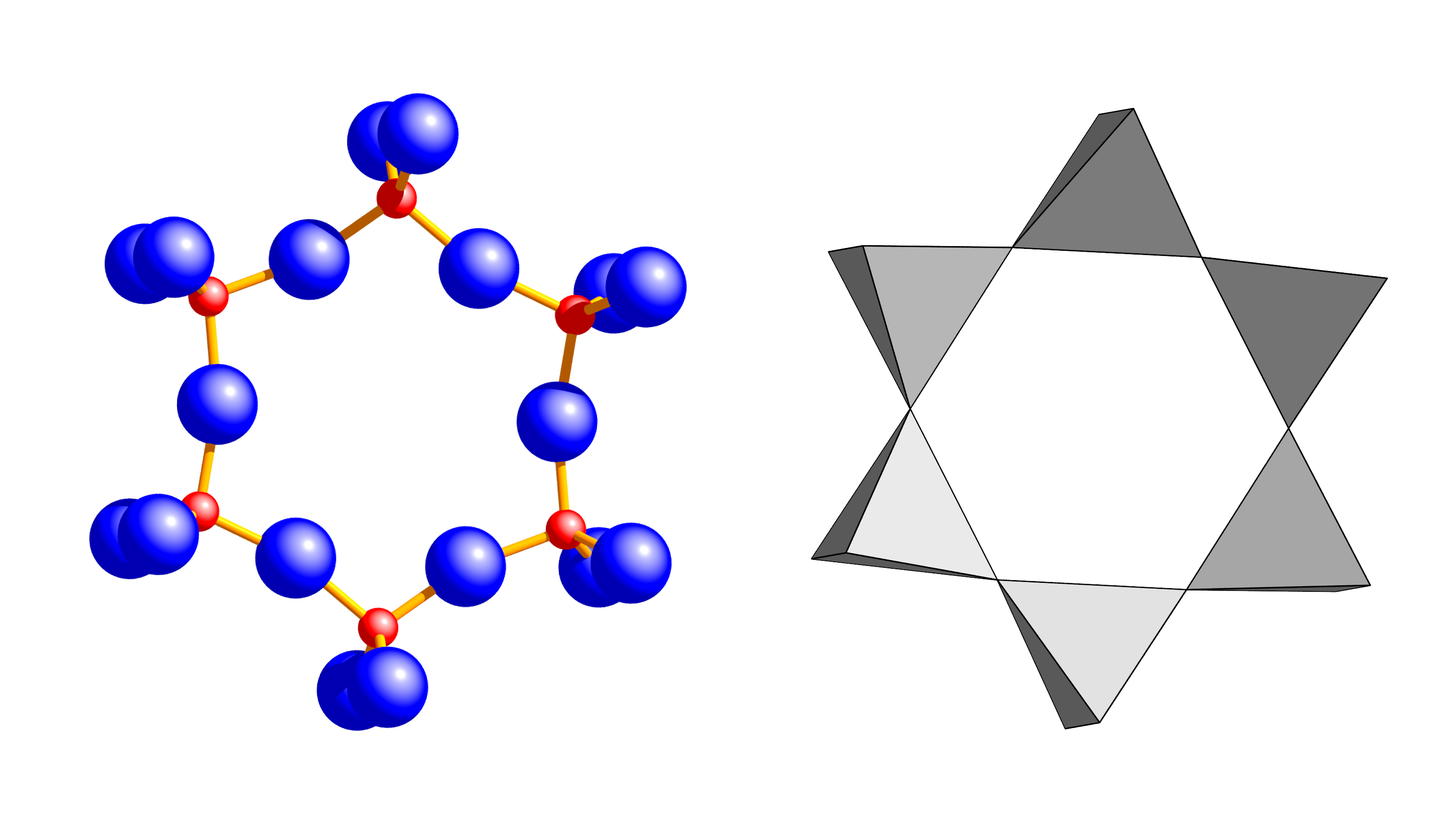
六單元的環 (Si 6O 18)12−，綠柱石（紅色：Si，藍色：O）
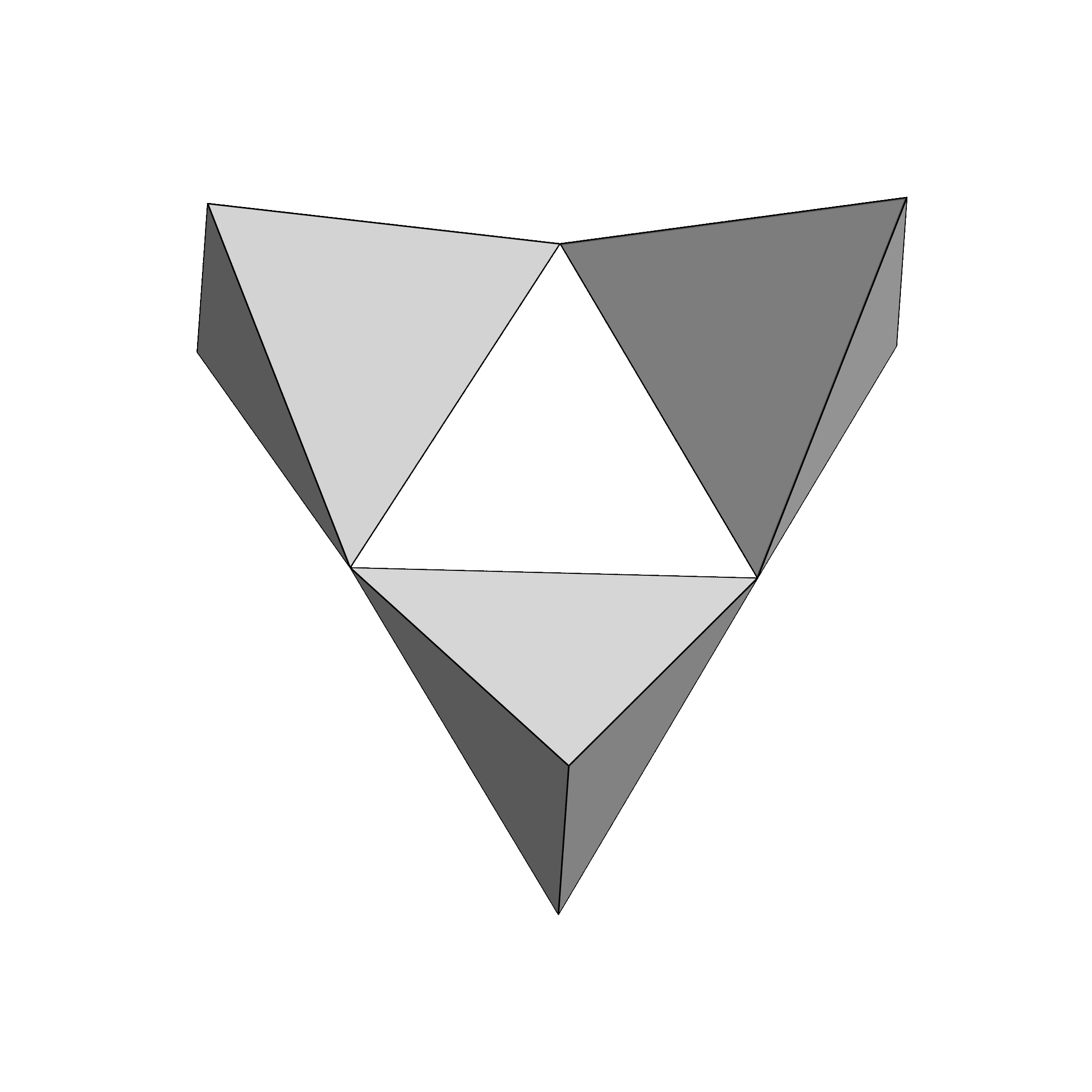
三單元的環  (Si 3O 9)6− ，蓝锥矿
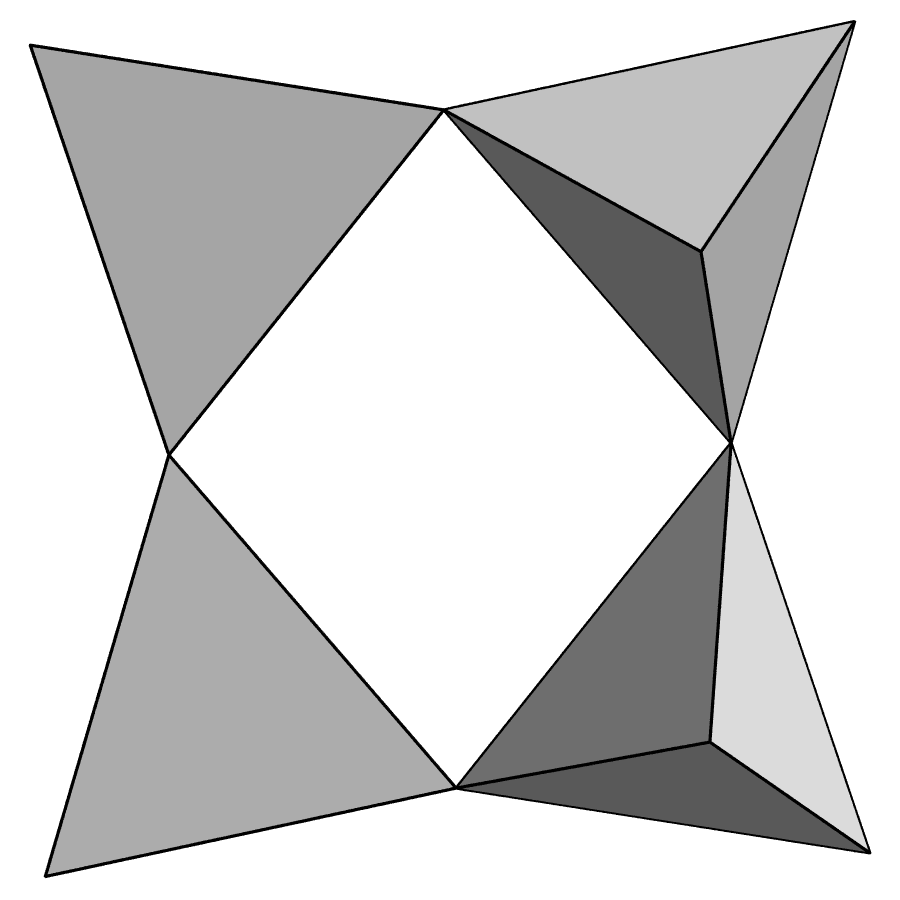
四單元的環  (Si 4O
12)8− ，硅铝铜钙石（英语：papagoite）
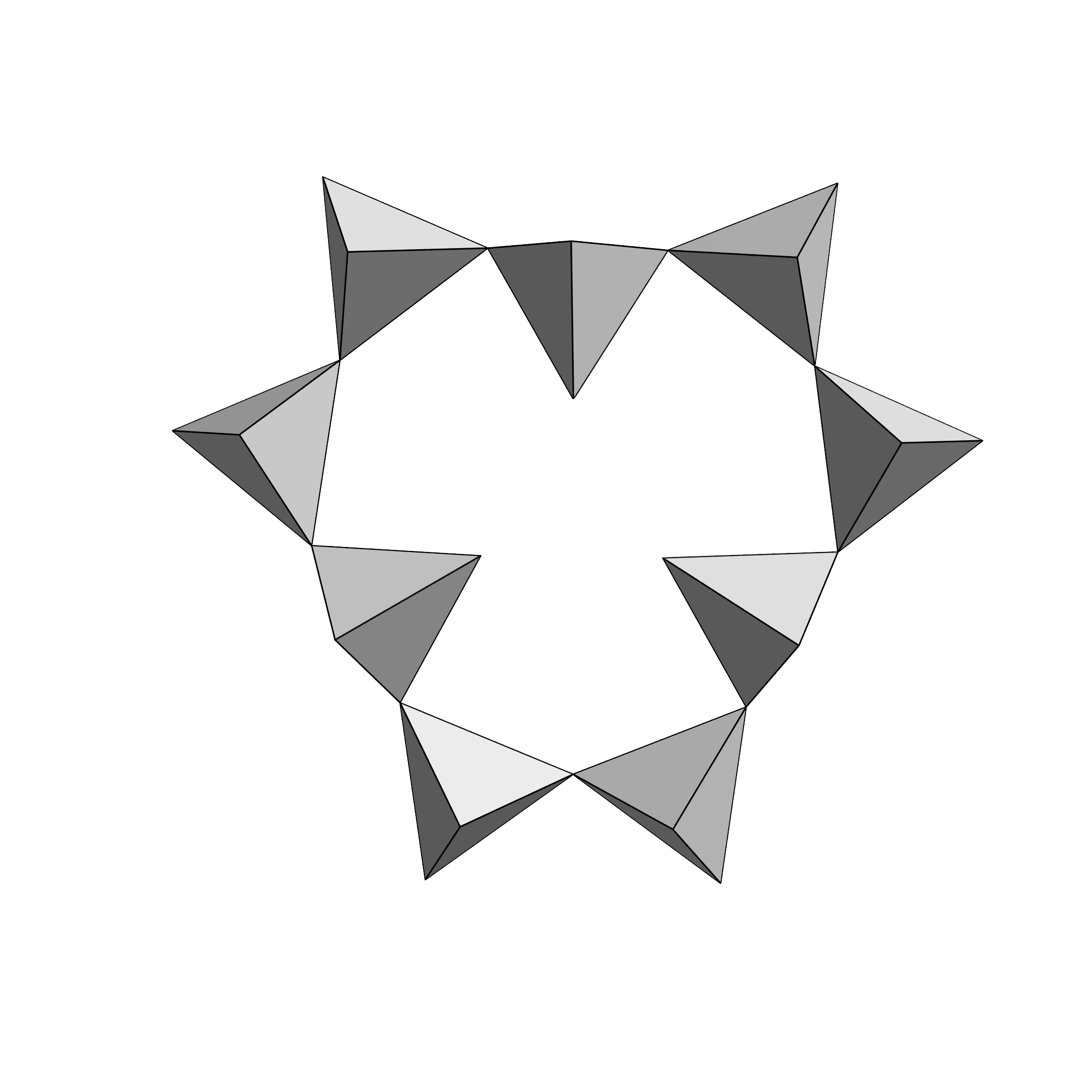
九單元的環 (Si 9O 27)18− ，异性石
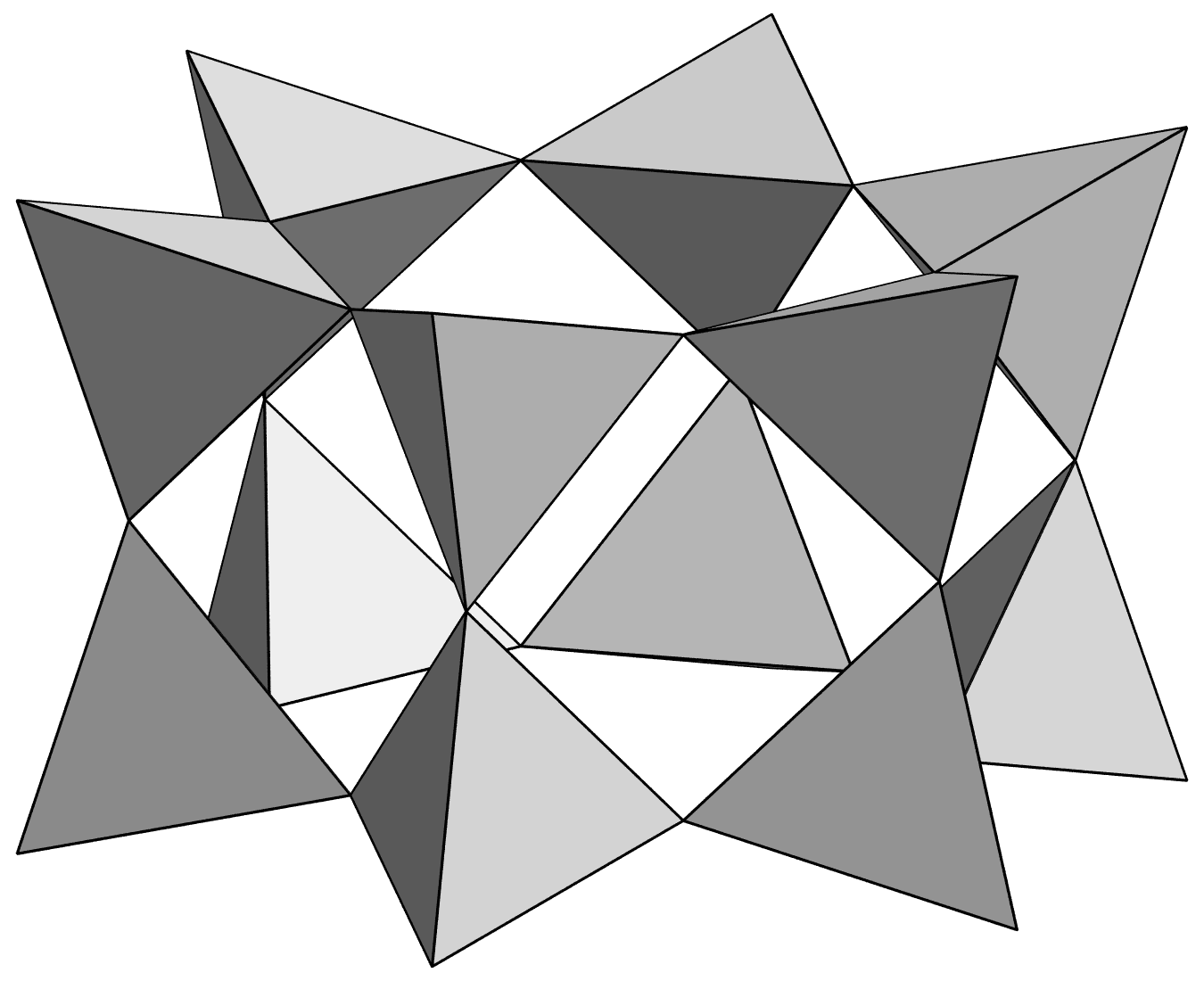
六單元的雙環 (Si
6O
15)6− ，整柱石（英语：milarite）

## 鏈矽酸鹽礦物
鏈矽酸鹽（英語：Inosilicates），又稱鏈狀矽酸鹽，源自古希臘語的「 」（意思為「纖維」），其屬格為由鏈狀的矽酸根組成，若是單鏈矽酸根，分子式為(Si
2O
6)4−，矽氧比為1:3，若是雙鏈矽酸根，分子式為(Si
4O
11)6−，矽氧比為4:11。施特龍茨分類：09.D。

### 單鏈鏈矽酸鹽
- 辉石族
  - 顽辉石–铁辉石系列
    - 顽辉石（英语：Enstatite） – MgSiO3
    - 铁辉石（英语：Ferrosilite）（斜方铁辉石） – FeSiO3

  - 易变辉石 – Ca0.25(Mg,Fe)1.75Si2O6
  - 透輝石–钙铁辉石系列
    - 透輝石 – CaMgSi2O6
    - 钙铁辉石（英语：Hedenbergite） – CaFeSi2O6
    - 普通辉石 – (Ca,Na)(Mg,Fe,Al)(Si,Al)2O6

  - 鈉辉石系列
    - 翡翠 – NaAlSi2O6
    - 霓石（霓辉石）– NaFe3+Si2O6

  - 锂辉石 – LiAlSi2O6
- 准辉石族
  - 矽灰石 – CaSiO3
  - 薔薇輝石 – MnSiO3
  - 针钠钙石 – NaCa2(Si3O8)(OH)

### 雙鏈鏈矽酸鹽
- 角闪石族
  - 直閃石 – ◻Mg2Mg5(Si8O22)(OH)2
  - 镁铁闪石系列
    - 镁铁闪石 – ◻{Mg2}{Mg5}(Si8O22)(OH)2
    - 铁闪石 – ◻{Fe2+2}{Fe2+5}(Si8O22)(OH)2

  - 透闪石系列
    - 透闪石 – ◻Ca2Mg5(Si8O22)(OH)2
    - 阳起石 – ◻Ca2(Mg4.5-2.5Fe0.5-2.5)Si8O22(OH)2

  - 普通角閃石（英语：Hornblende） – ◻Ca2[(Mg,Fe2+)4Al]Si7AlO22(OH)2
  - 韭閃石 - NaCa2(Mg4Al)(Si6Al2)O22)(OH)2
  - 鈉閃石族
    - 藍閃石 – ◻[Na2][Mg3Al2]Si8O22(OH)2
    - 铁鈉閃石（英语：Riebeckite）（石棉） – ◻[Na2][Fe2+3Fe3+2]Si8O22(OH)2
    - 钠钙闪石 – [Na][Na2][Fe2+4Fe3+]Si8O22(OH)2

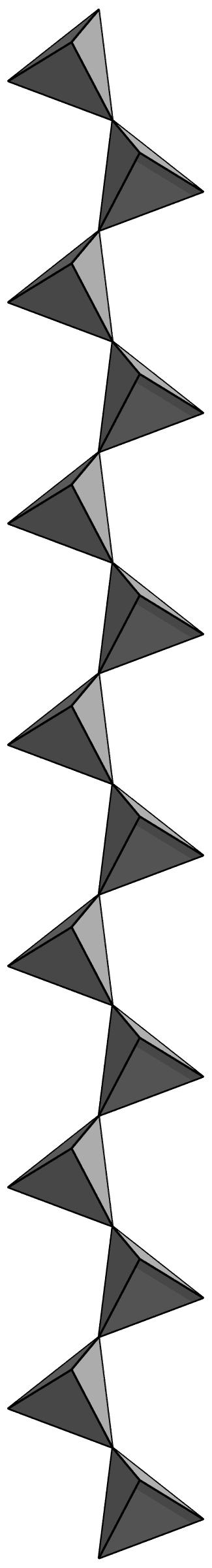
單鏈的輝石族，有二個單元為一個周期的單鏈（Si2O6），透輝石
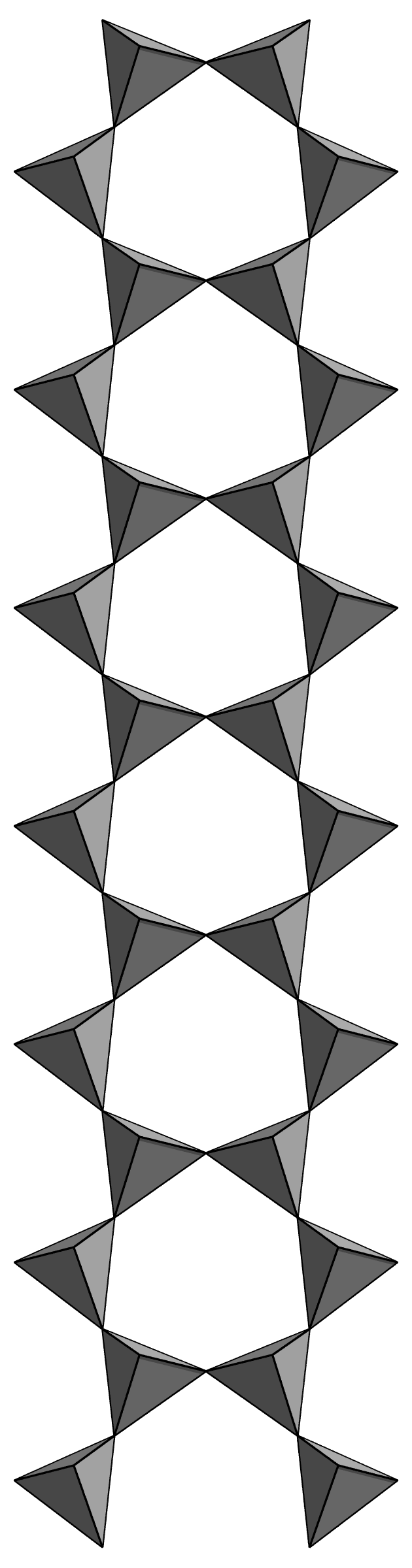
雙鏈，单斜闪石，有二個單元為一個周期的雙鏈(Si4O11)，透闪石
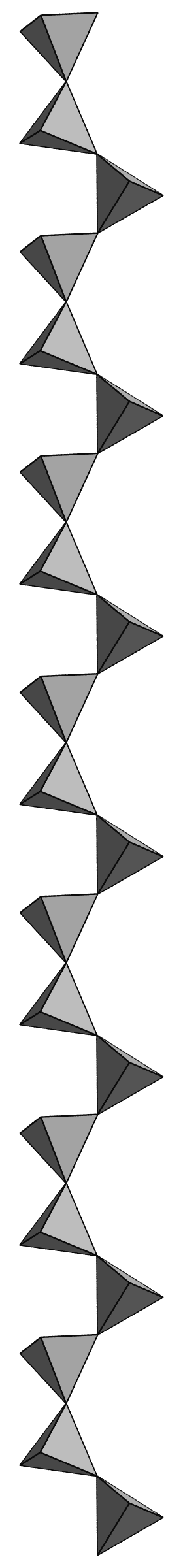
單鏈，以二個單元為一個周期，矽灰石
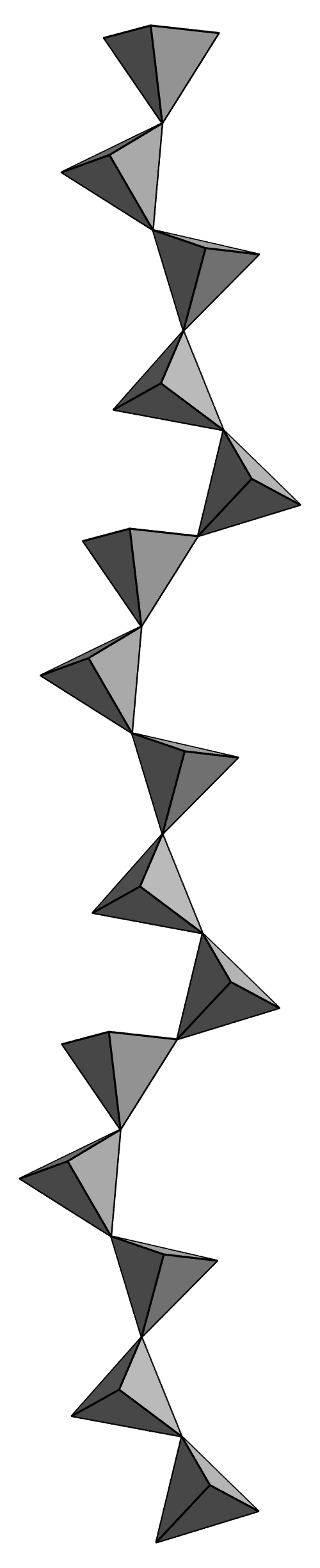
以五個單元為一個周期的單鏈，薔薇輝石
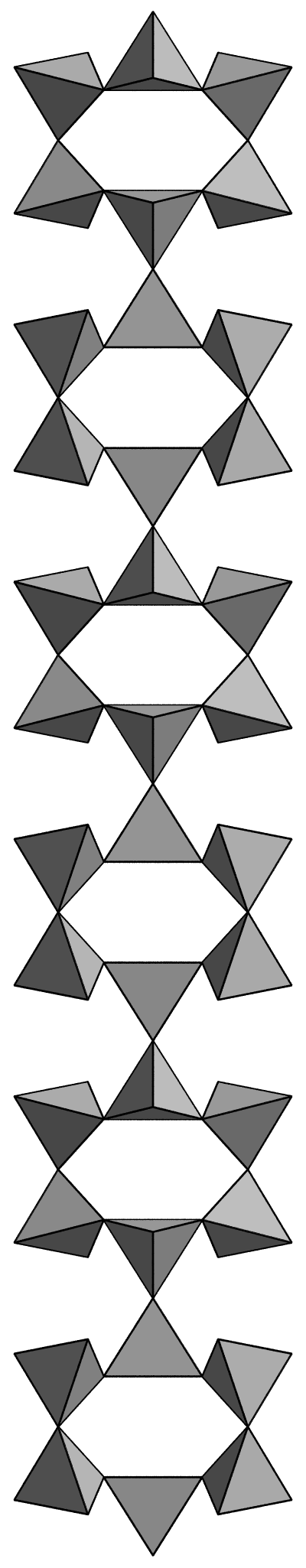
以六個單元為一個周期，硅铁钙钡石（pellyite）

## 頁矽酸鹽礦物
頁矽酸鹽（英語：Phyllosilicates），又稱片狀矽酸鹽或層狀矽酸鹽，源自古希臘語的（意思為「葉」），是由矽酸根四面體組成的片狀結構，單元簡式為(Si
2O
5)2−，矽氧比為2:5。所有的頁矽酸鹽礦物都是水合物，可能和水或是氫氧基結合
- 高嶺石-蛇紋石族 
  - 蛇紋石亞族

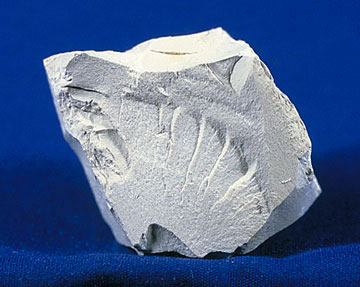
高嶺土

    - 葉蛇紋石 – Mg3Si2O5(OH)4
    - 纤蛇纹石（英语：Chrysotile） – Mg3Si2O5(OH)4
    - 板蛇纹石（英语：Lizardite）（蜥蛇紋石） – Mg3Si2O5(OH)4

  - 高嶺石亞族
    - 高嶺石 – Al2Si2O5(OH)4
    - 禾樂石（英语：Halloysite）（多水高嶺土） – Al2Si2O5(OH)4
    - 珍珠石 – Al2Si2O5(OH)4
    - 地開石（狄克石） – Al2Si2O5(OH)4
- 膨潤石族（舊稱蒙脫石-鎂膨潤石族）
  - 蒙脫石 – (Na,Ca)0.33(Al,Mg)2Si4O10(OH)2·nH2O
  - 鎂膨潤石（皂石）Ca0.25(Mg,Fe)3((Si,Al)4O10)(OH)2·nH2O
  - 蛭石 – (MgFe,Al)3(Al,Si)4O10(OH)2·4H2O
- 葉蠟石-滑石族
  - 滑石 – Mg3Si4O10(OH)2
  - 叶蜡石 – Al2Si4O10(OH)2
- 海泡石族
  - 海泡石（英语：Sepiolite） – Mg4Si6O15(OH)2·6H2O
- 坡缕石族
  - 坡缕石 – (Mg,Al)2Si4O10(OH)·4(H2O)
- 云母族
  - 黑云母亞族 – K(Mg,Fe)3(AlSi3)O10(OH)2
    - 金云母 – KMg3(AlSi3)O10(OH)2
    - 铁云母 – KFe2+3(AlSi3)O10(OH)2

  - 白雲母 – KAl2(AlSi3)O10(OH)2
    - 伊利石（伊來石） – (K,H3O)(Al,Mg,Fe)2(Si,Al)4O10[(OH)2,(H2O)]

  - 鋰雲母（英语：Lepidolite）系列 – K(Li,Al)2–3(AlSi3)O10(OH)2
  - 珍珠云母（英语：Margarite） – CaAl2(Al2Si2)O10(OH)2
  - 海綠石 – (K,Na)(Al,Mg,Fe)2(Si,Al)4O10(OH)2
- 綠泥石族 – (Mg,Fe)3(Si,Al)4O10(OH)2·(Mg,Fe)3(OH)6
  - 斜綠泥石（斜鎂綠泥石） – Mg5Al(AlSi3O10)(OH)8
  - 鮞綠泥石 – (Fe2+,Mg)5Al(AlSi3O10)(OH)8

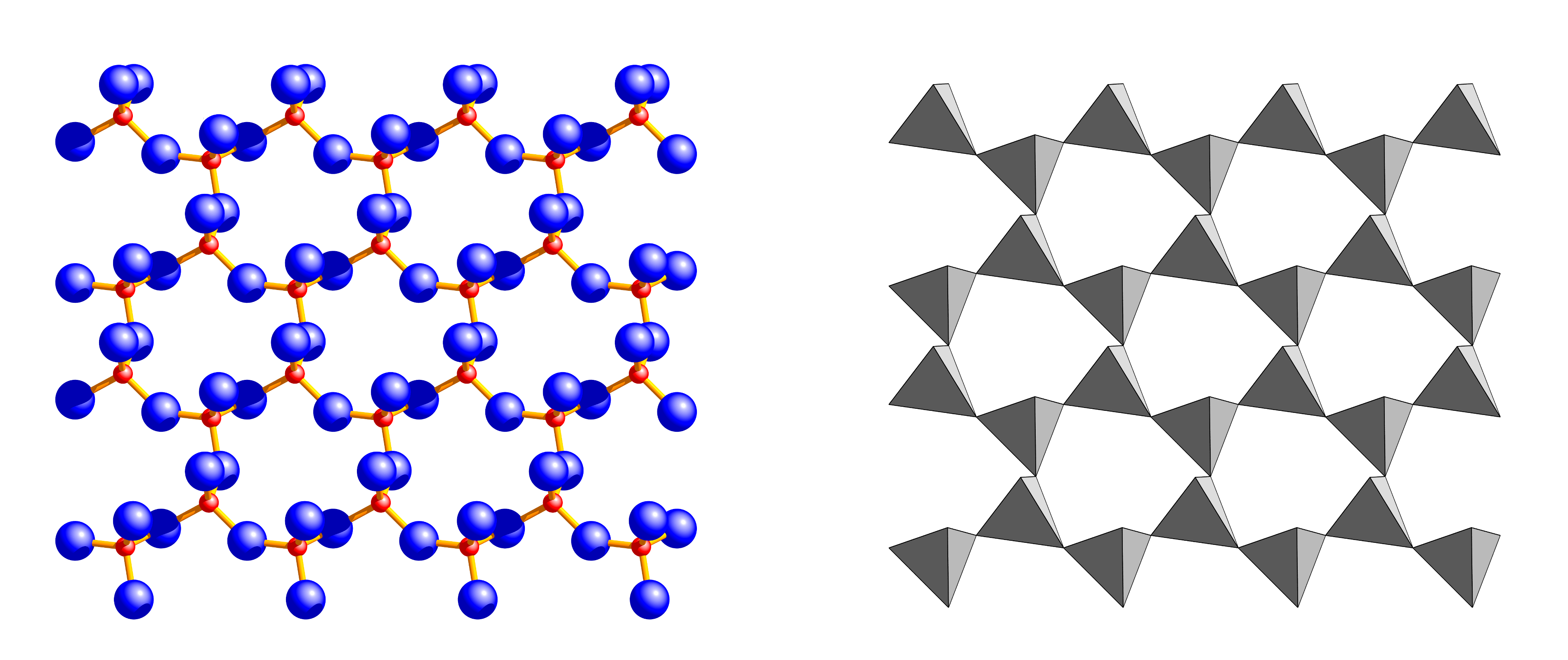
頁矽酸鹽，雲母族的白雲母（紅色：矽，藍色：氧）
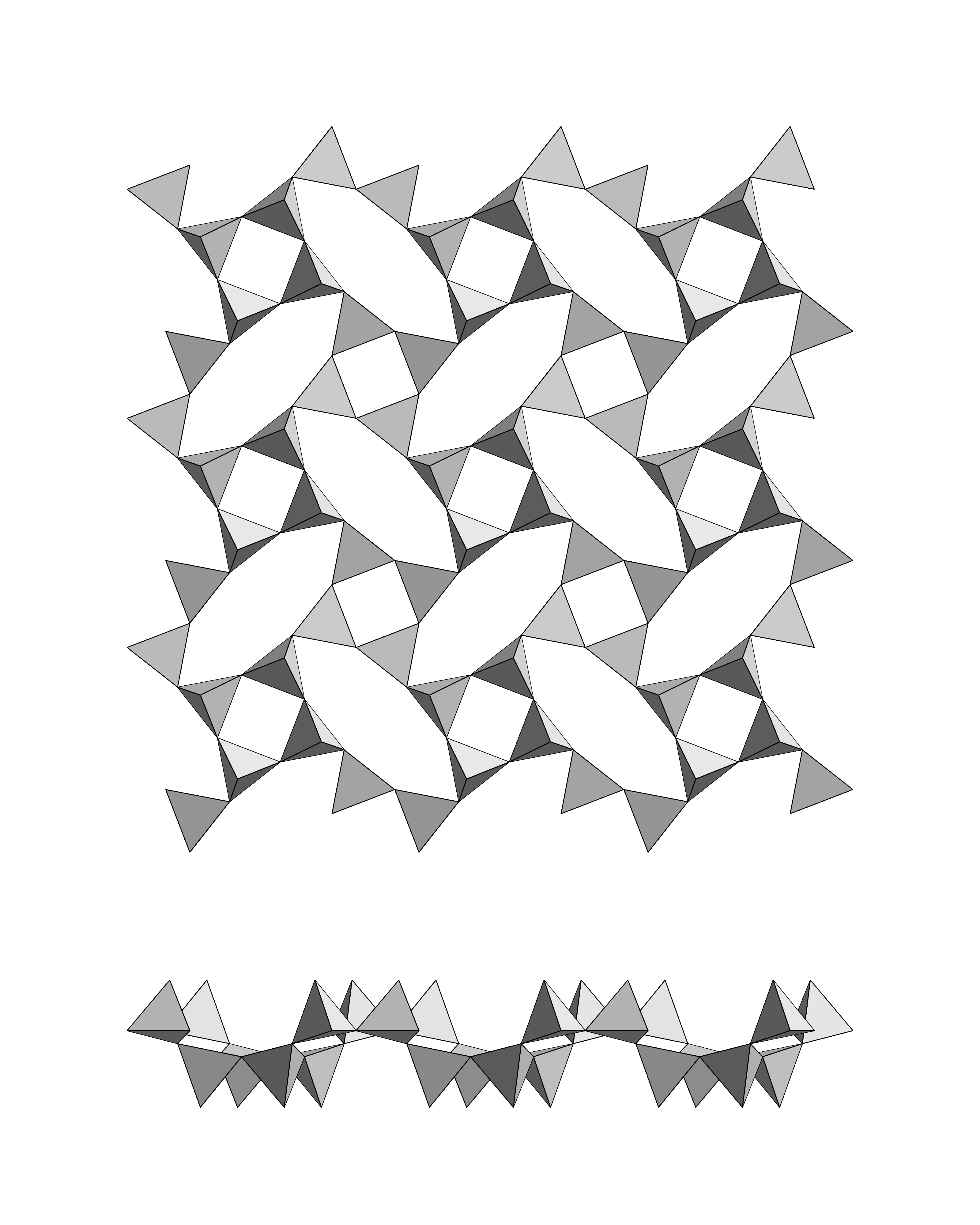
頁矽酸鹽，由四個四面體單元的環組成的單層結構，氟魚眼石-(K)-氫氧魚眼石-(K)系列
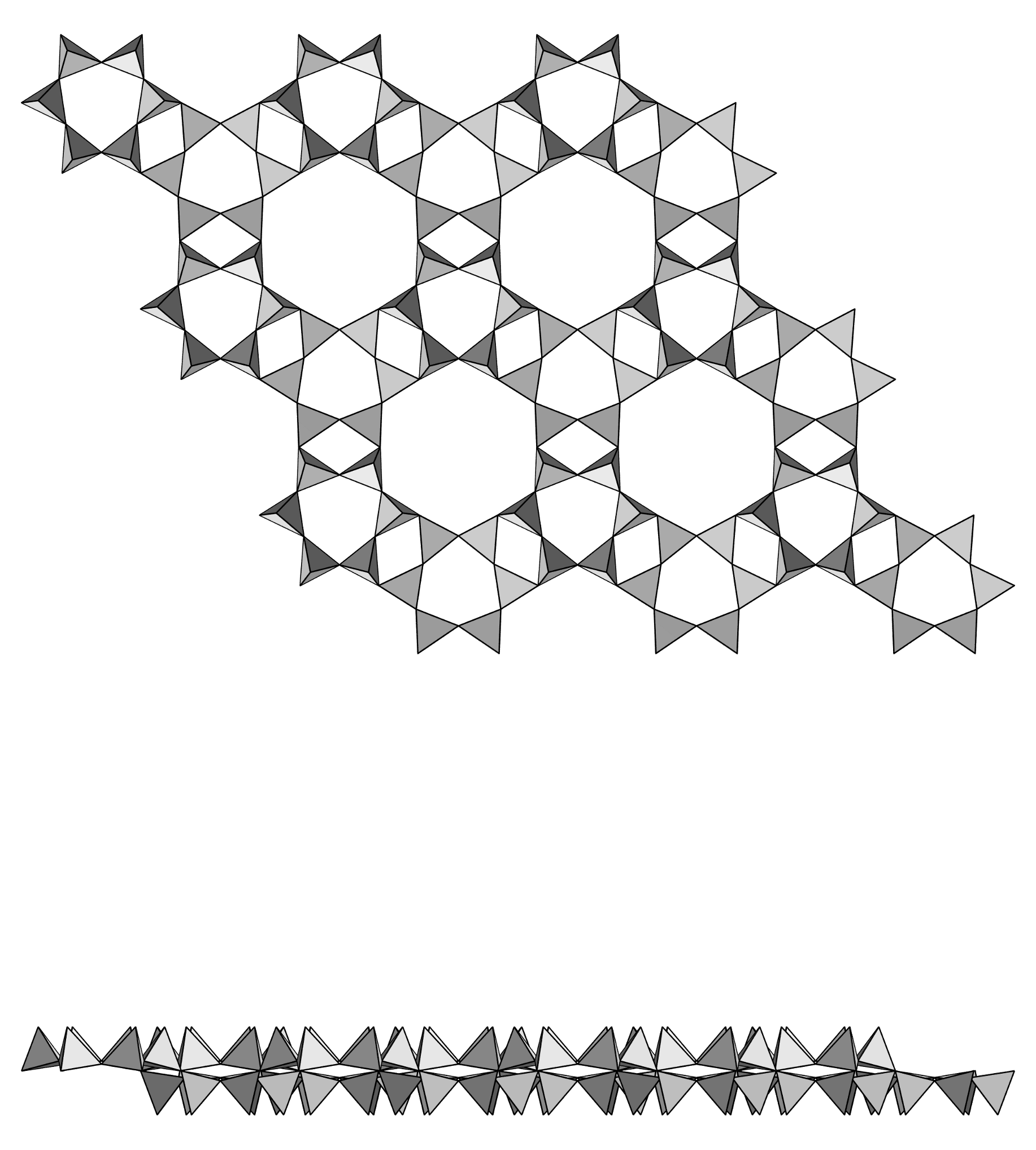
頁矽酸鹽，由六個四面體單元的環組成的單層結構，热臭石-(Fe)-热臭石-(Mn)系列
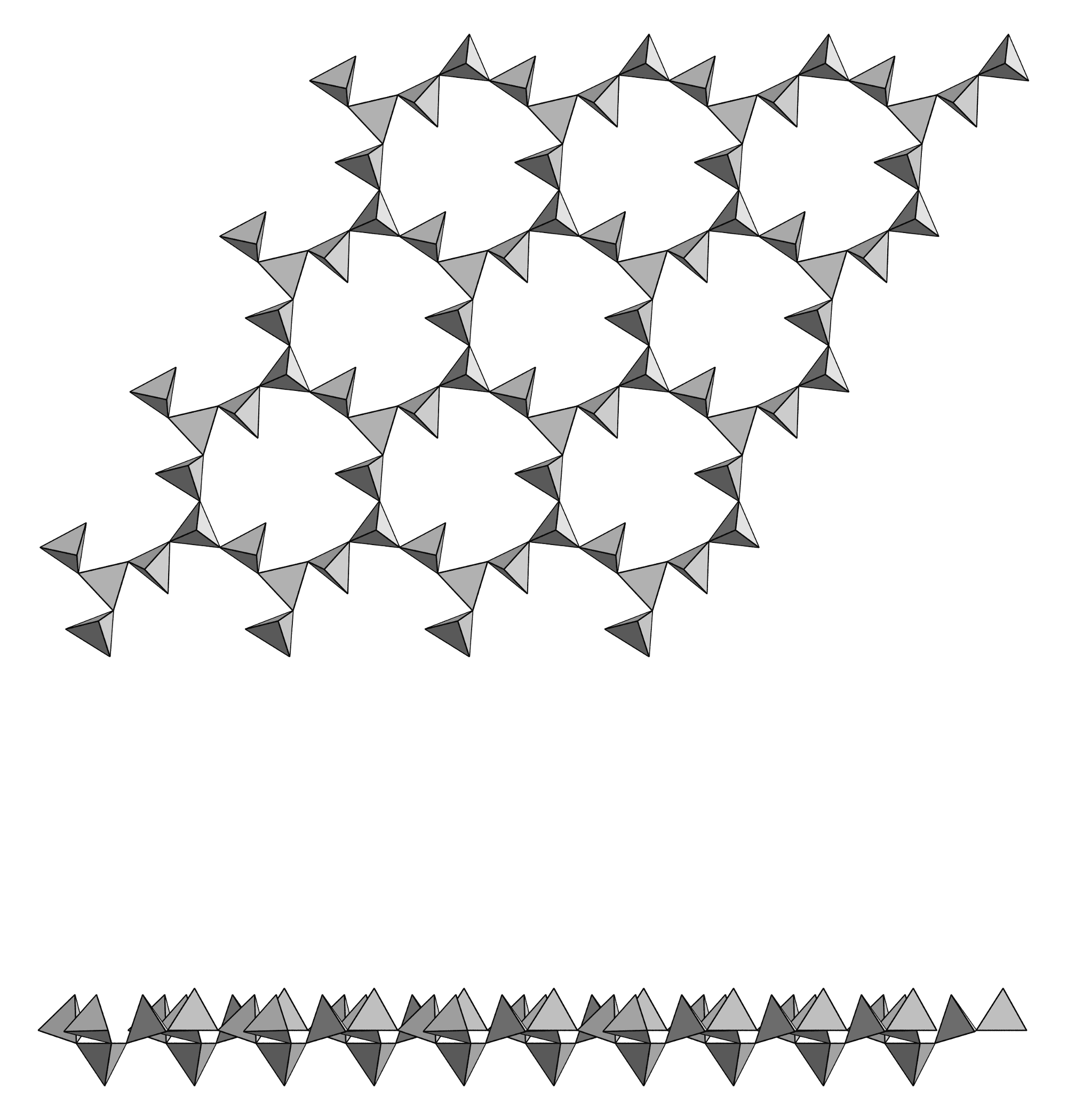
頁矽酸鹽，由六個四面體單元的環組成的單層結構，葉沸石（zeophyllite）
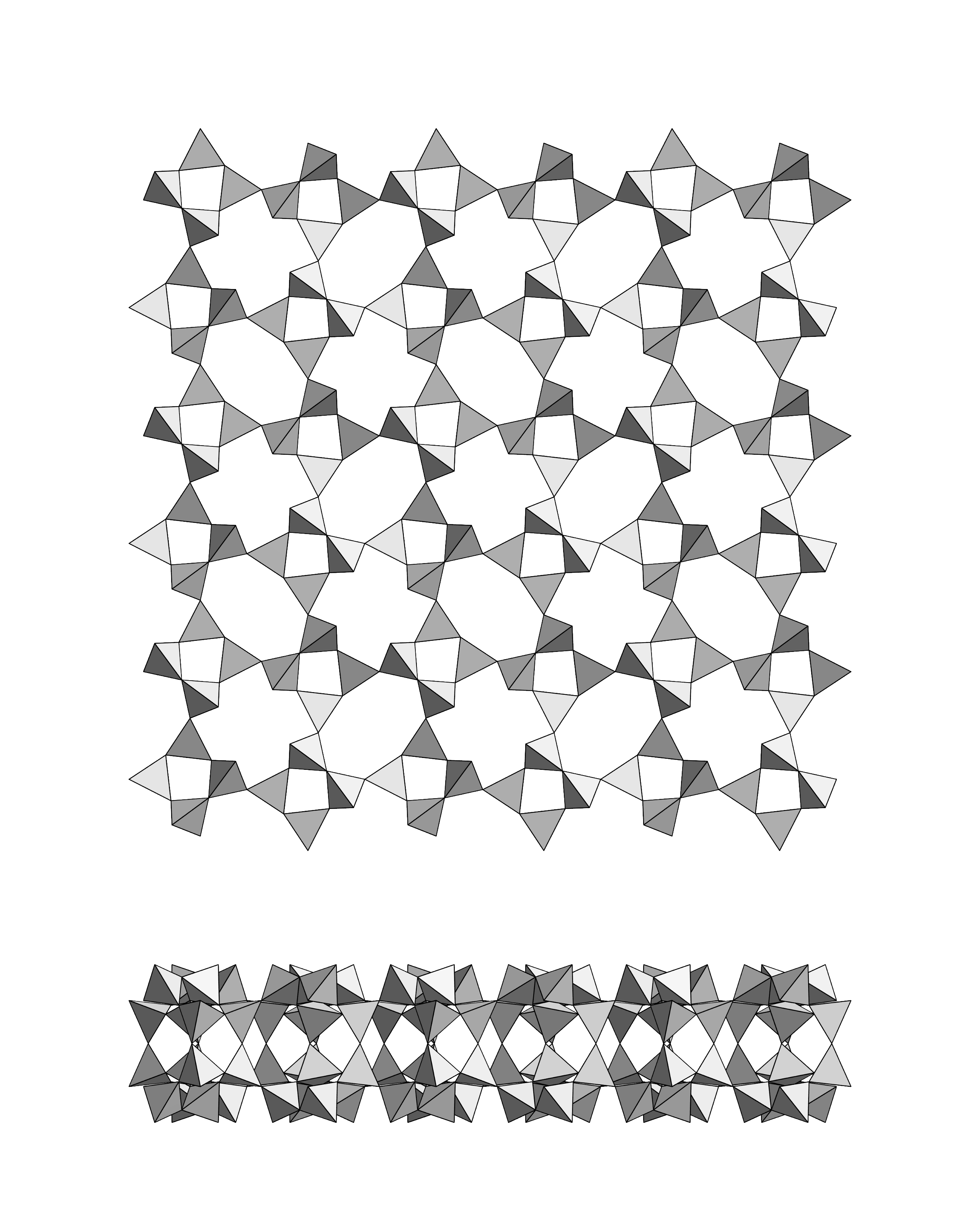
頁矽酸鹽，由四個及六個四面體單元的環組成的雙層結構， 碳硅碱钙石

## 网硅酸盐矿物
网硅酸盐（英語：Tectosilicates），又稱網狀矽酸鹽或架狀矽酸鹽，為矽酸根四面體形成的三維網狀結構，化學式簡式為(SiO
2)0，矽氧比為1:2。网硅酸盐佔地球地壳的75%。除了石英以外的网硅酸盐都是硅酸铝。施特龍茨分類：09.F及09.G, 04.DA（石英群、矽石群）

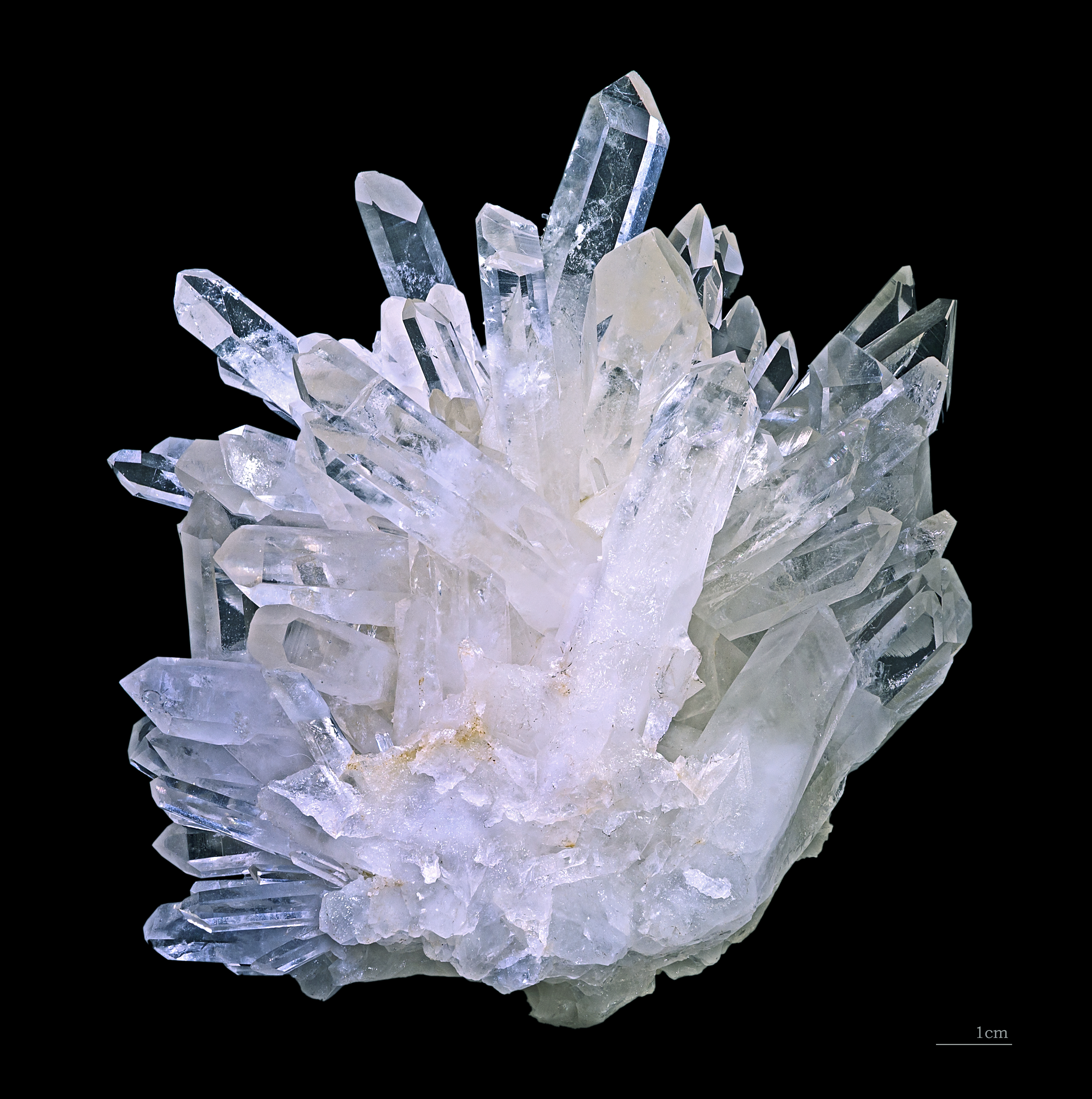
石英

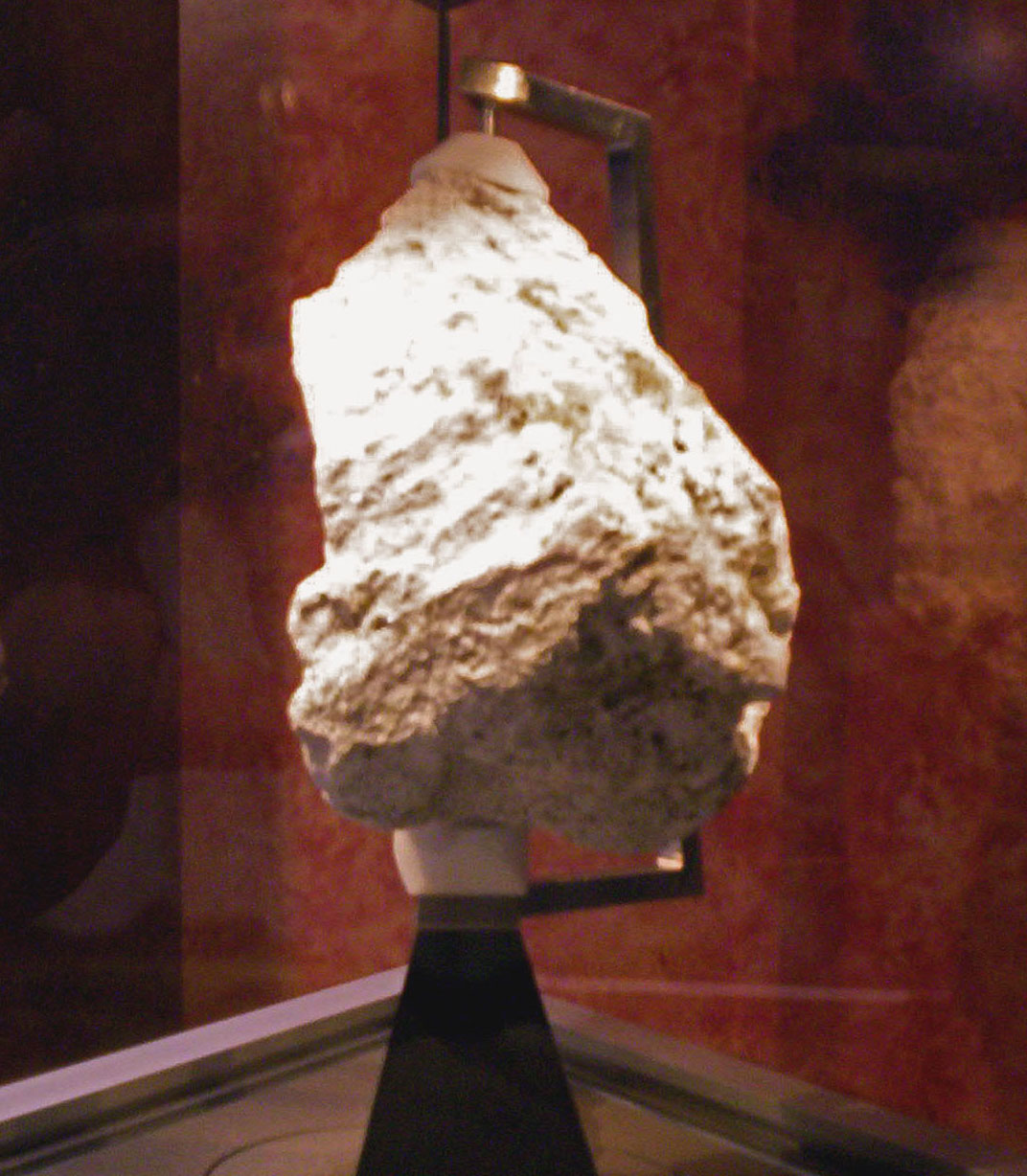
月球採集的鐵質斜長岩 no. 60025（斜长石），是由阿波罗16号在月球的笛卡尔环形山附近採集的。

- 石英族
  - 石英 – SiO2
  - 鱗石英（英语：Tridymite） – SiO2
  - 方石英（英语：Cristobalite） – SiO2
  - 單斜石英（英语：Coesite） – SiO2
  - 斯石英 – SiO2
- 长石族
  - 鹼长石（鉀长石）亞族
    - 微斜長石 – KAlSi3O8
    - 正長石 – KAlSi3O8
    - 钠斜微长石（英语：Anorthoclase） – (Na,K)AlSi3O8
    - 透长石 – KAlSi3O8
    - 钠长石 – NaAlSi3O8

  - 斜长石亞族
    - 钠长石 – NaAlSi3O8
    - 奥长石 – (Na,Ca)(Si,Al)4O8 (Na:Ca 4:1)
    - 中長石 – (Na,Ca)(Si,Al)4O8 (Na:Ca 3:2)
    - 拉長石 – (Ca,Na)(Si,Al)4O8 (Na:Ca 2:3)
    - 倍长石 – (Ca,Na)(Si,Al)4O8 (Na:Ca 1:4)
    - 钙长石 – CaAl2Si2O8
- 似长石族
  - 黝方石（英语：Nosean） – Na8Al6Si6O24(SO4)
  - 钙霞石 – Na6Ca2(CO3,Al6Si6O24).2H2O
  - 白榴石 – KAlSi2O6
  - 霞石 – (Na,K)AlSiO4
  - 方钠石 – Na8(AlSiO4)6Cl2
  - 藍方石 – (Na,Ca)4–8Al6Si6(O,S)24(SO4,Cl)1–2
    - 青金石 – (Na,Ca)8(AlSiO4)6(SO4,S,Cl)2
- 透鋰長石（英语：Petalite） – LiAlSi4O10
- 方柱石族
  - 鈉柱石 – Na4(AlSi3O8)3(Cl2,CO3,SO4)
  - 钙柱石 – Ca4(Al2Si2O8)3(Cl2CO3,SO4)
- 方沸石 – NaAlSi2O6·H2O
- 沸石族
  - 鈉沸石（英语：Natrolite） – Na2Al2Si3O10·2H2O
  - 毛沸石 – (Na2,K2,Ca)2Al4Si14O36·15H2O
  - 菱沸石（英语：Chabazite） – CaAl2Si4O12·6H2O
  - 片沸石（英语：Heulandite） – CaAl2Si7O18·6H2O
  - 輝沸石 – NaCa2Al5Si13O36·17H2O
  - 钙沸石（英语：Scolecite） – CaAl2Si3O10·3H2O
  - 丝光沸石（英语：Mordenite） – (Ca,Na2,K2)Al2Si10O24·7H2O

## 圖集

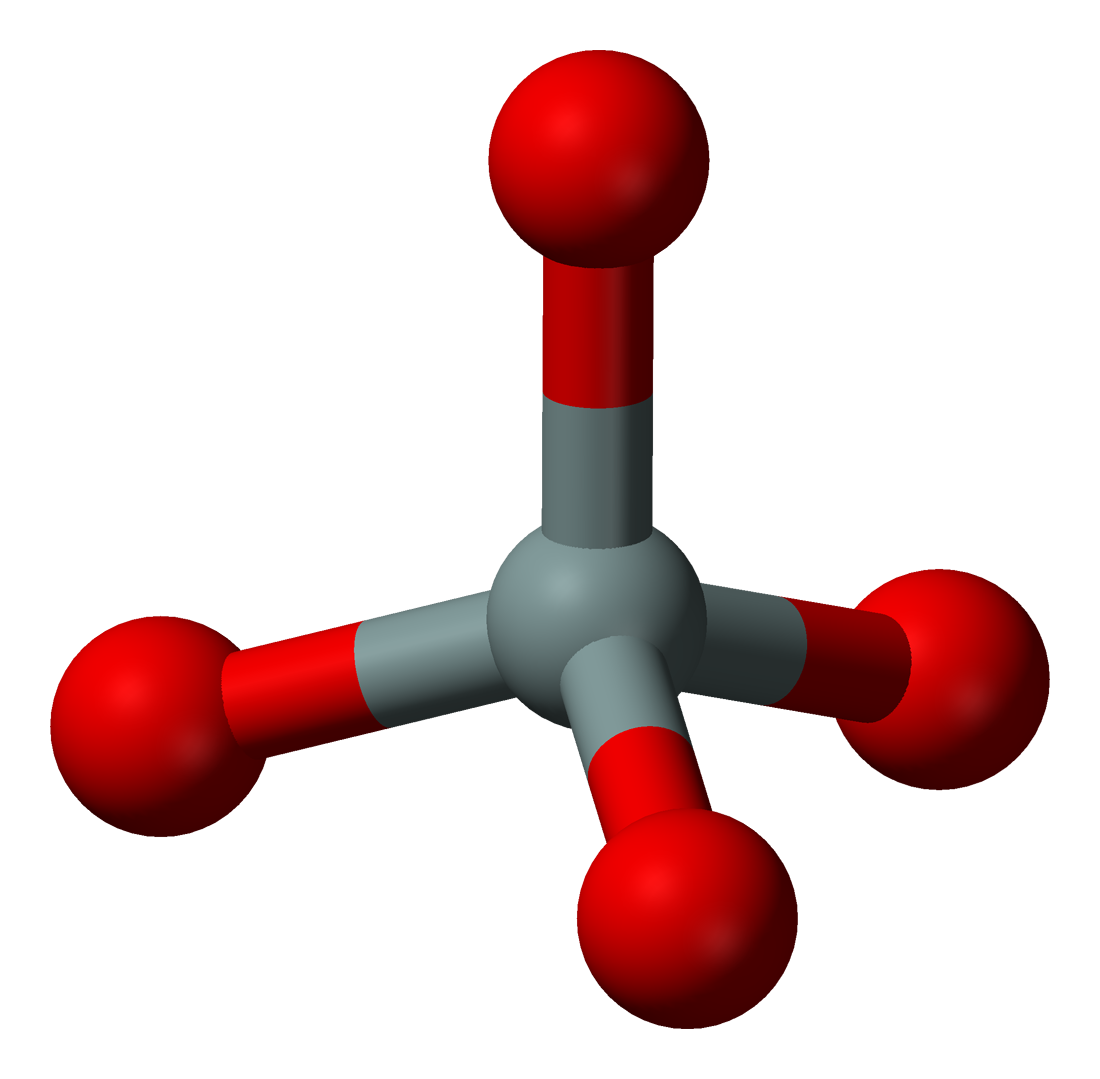
島矽酸鹽（SiO4）
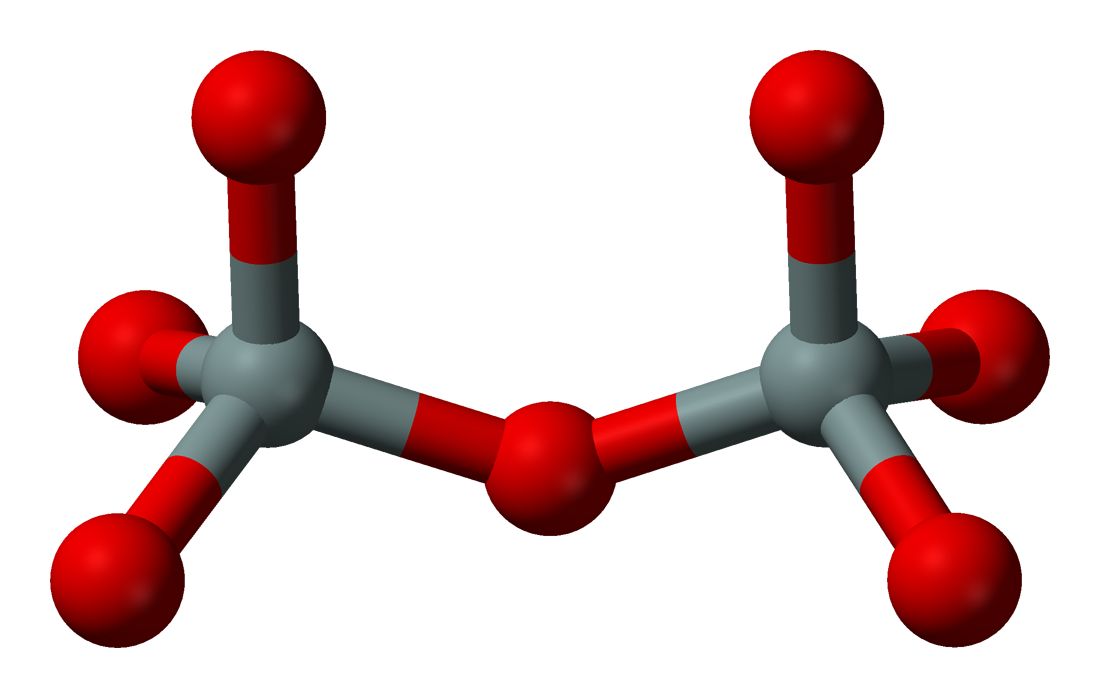
雙矽酸鹽（Si2O7），例如索伦石（英语：suolunite） [Ca2Si2O5(OH)2·H2O]\
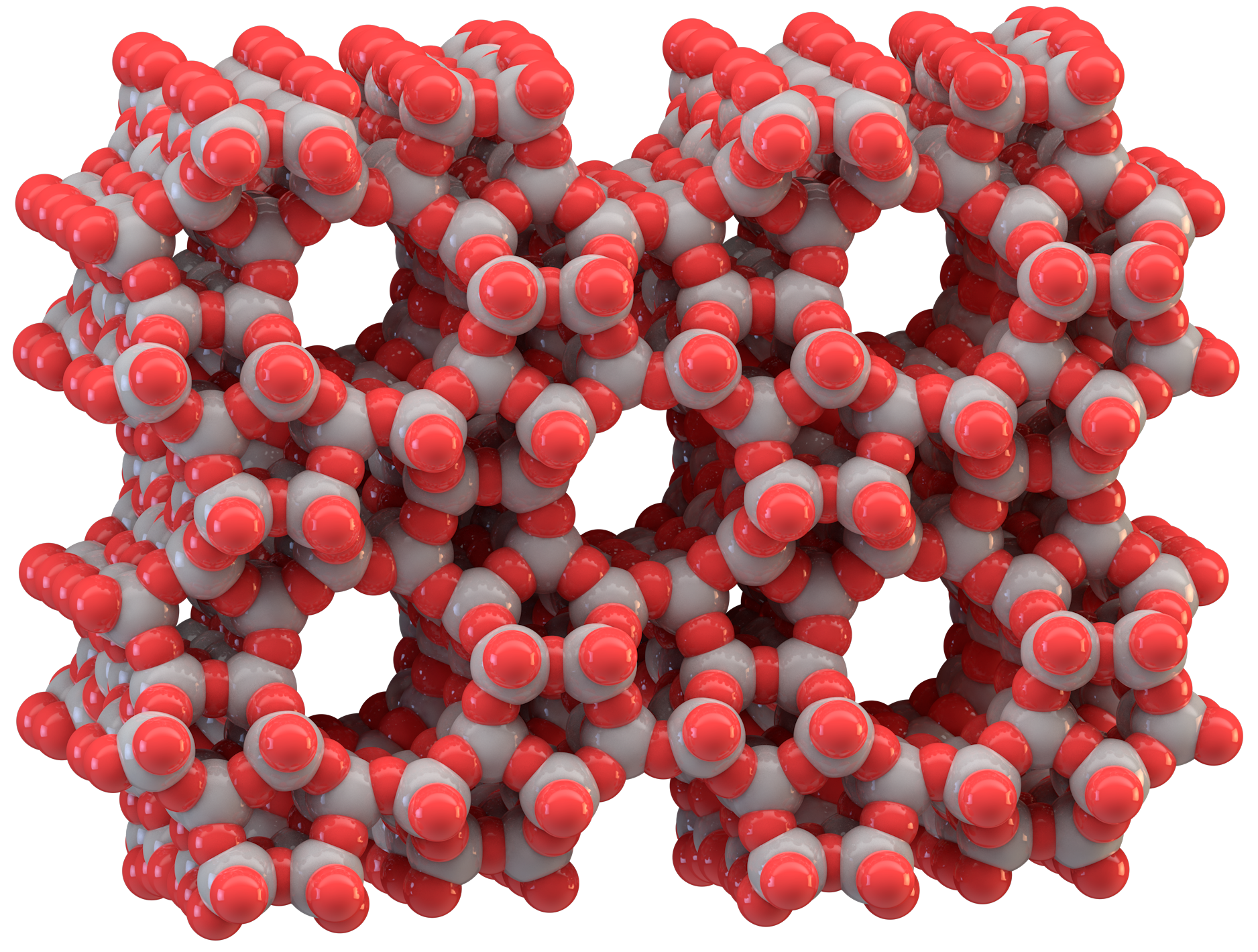
网硅酸盐，鋁矽酸鹽形成的3D網格，沸石族，合成沸石 ZSM-5
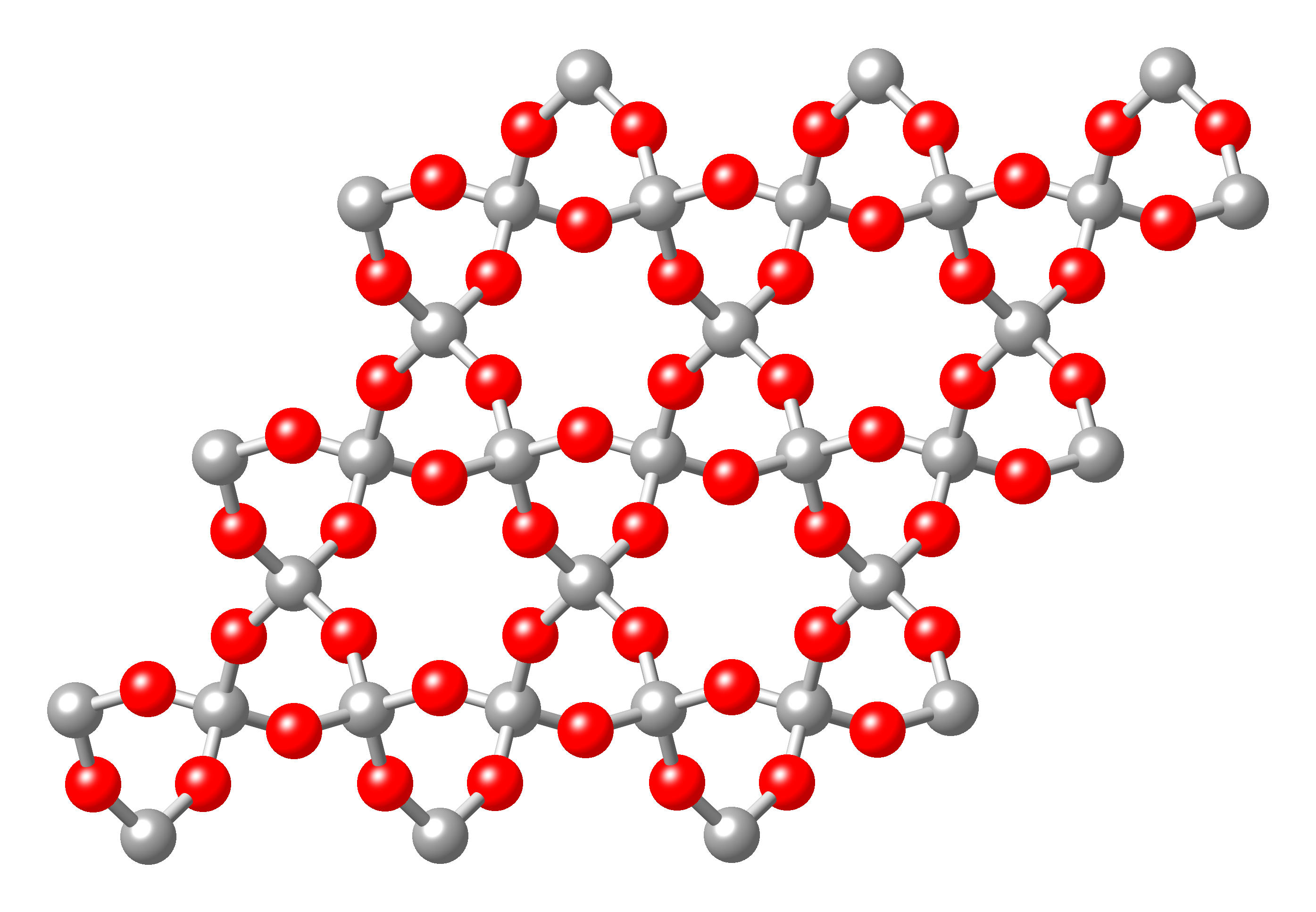
硅石族（SiO2）的三維網格，β-石英

## 外部連結
维基共享资源上的相關多媒體資源：硅酸盐矿物